# Río Cuyamel

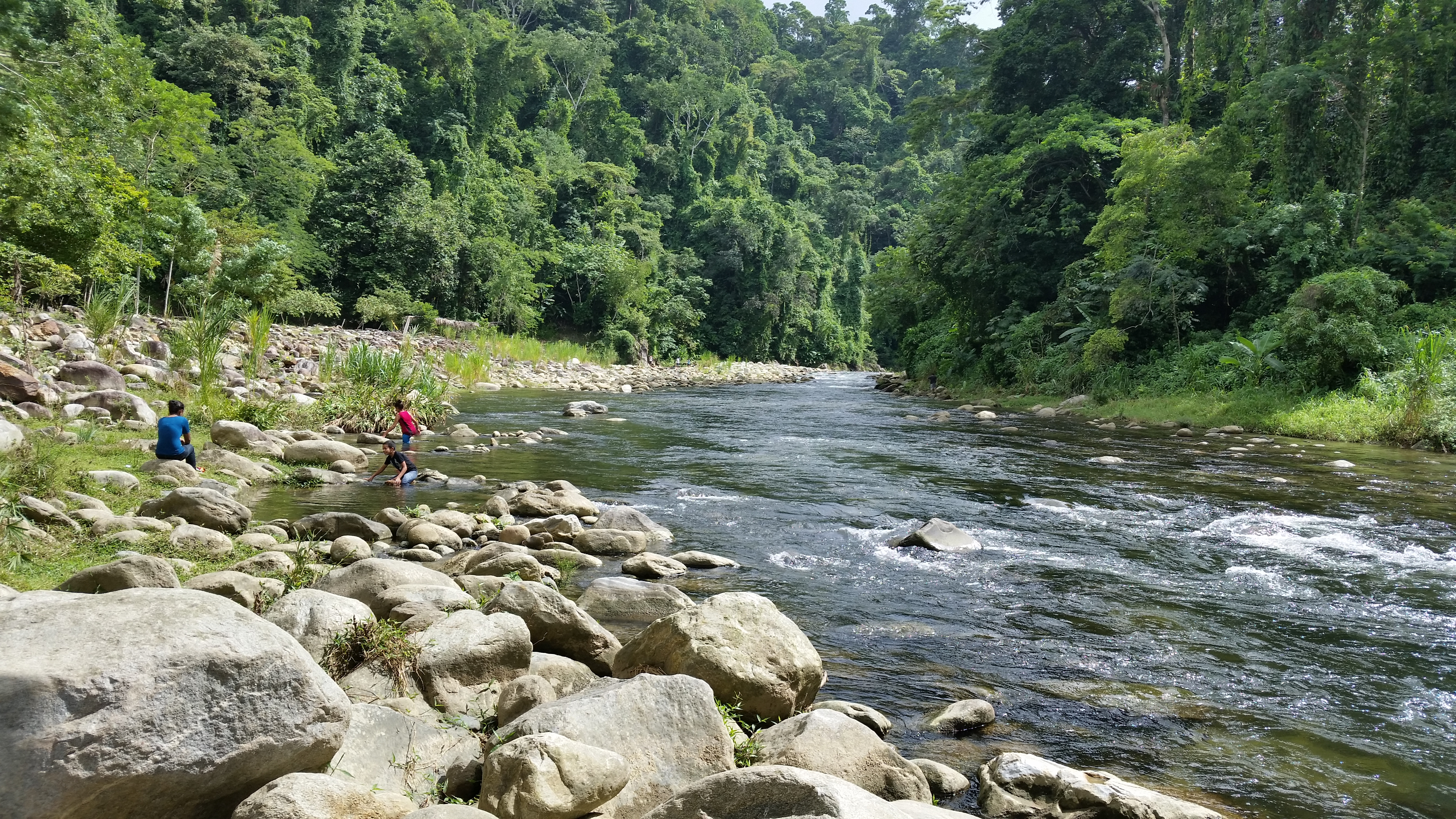
Río Cuyamel.

El río Cuyamel es un río en Honduras que atraviesa por la ciudad de Cuyamel en el departamento de Cortés. El río Cuyamel es una rama del río Motagua que marca la frontera entre Honduras y Guatemala.

## Historia

### SigloXX
A principios del siglo XX, el empresario estadounidense Sam Zemurray adquirió su primera plantación de plátano a lo largo de este río y nombró su compañía la Cuyamel Fruit Company en honor al río.

### Construcción de la primera represa
En el 2008 se inauguró la primera represa de energía hidroeléctrica sobre el río Cuyamel en el pueblo de Cuyamel. La planta genera 7,8 megavatios de energía.

### Construcción de la segunda represa
En el 2013 el Congreso Nacional de Honduras dio en concesión la construcción de una segunda represa para energía hidroeléctrica sobre el río a Generadora Cuyamel, S.A. En el 2014, el Congreso Nacional aprobó la construcción de la represa. 
El plan de construir esta segunda represa sin embargo causó gran malestar y resistencia local. En abril de 2016 hubo una caminata en contra de la represa y el alcalde de Omoa. Varios defensores del río declaran haber sido perseguidos por el gobierno local y nacional por su oposición a la represa.
En el 2020, la obra aún seguía parada. En el 2020 la Organización Fraternal Negra de Honduras también se oponía a su construcción.